# Карпаты (футбольный клуб, Львов, 2020)
«Карпа́ты» (укр. «Карпа́ти») — украинский футбольный клуб из Львова. Основан в 2020 году. С сезона 2024/25 выступает в Премьер-лиге. Домашние матчи проводит на стадионе «Украина».

## История

### Создание клуба
Клуб был создан 14 октября 2020 года в противовес уже существующему клубу «Карпаты», который летом того же года был исключен из Украинской Премьер-лиги и новый сезон начал во Второй лиге Украины, где был одним из безнадёжных аутсайдеров. Инициаторами создания стала группа бывших игроков «Карпат» в лице Степана Юрчишина, Игоря Кульчицкого, Ростислава Поточняка, Александра Чижевского, Андрея Тлумака и Игоря Худобяка (первоначально к их числу пресса также причисляла и Мирона Маркевича, однако позже сам Маркевич отрицал своё участие в этом проекте). В дальнейшем Юрчишин стал директором клуба, а Тлумак — главным тренером. Финансовую поддержку обеспечили компании «Западный Буг» и «Радеховский сахар», которые связывают со львовским бизнесменом Владимиром Маткивским (позднее Юрчишин подтвердил, что именно Маткивский является владельцем клуба). Летом 2021 года, общественная организация «Ультрас Карпаты», которая являлась владельцем клубной эмблемы, передала права на эмблему новосозданному клубу.

### Сезон 2020/21
Первая игра возрождённых «Карпат» состоялась 24 октября 2020 года в рамках Кубка Львовской области против дрогобыческой «Галичины». В составе команды вышли Юрий Фурта, Константин Деревлёв и Юрий Войтович, а сама игра завершилась победой львовян со счётом 2:0. Матч 1/4 финала против «Кормила» из села Давыдов обернулся поражением «Карпат» (0:2) и вылетом из турнира.
Одновременно с этим «Карпаты» были заявлены для участия в любительском чемпионате Украины, где их первая игра состоялась 28 октября 2020 года против черновицкого «Довбуша» (1:2).
На мемориале Эрнста Юста 2021 года клуб выступал одновременно с «Карпатами» из Второй лиги. В итоге любительские «Карпаты» дошли до 1/4 финала, а профессиональные — до 1/8 финала.
По итогам сезона 2020/21 в любительском чемпионате Украины команда Андрея Тлумака заняла в своей группе четвёртое место, имея 7 победы, 4 ничьи и 5 поражений.

### Сезон 2021/22

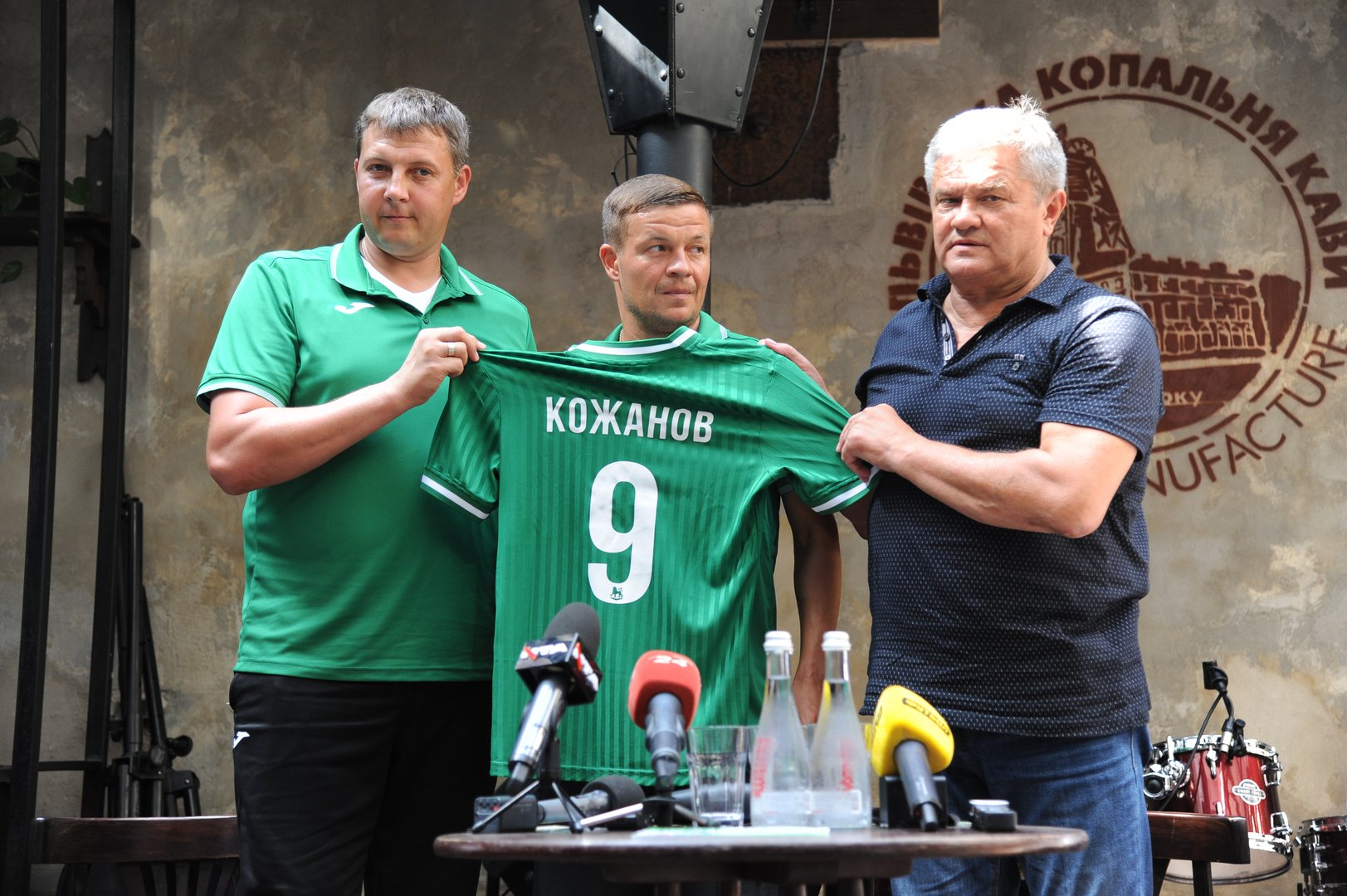
Пресс-конференция перед началом сезона 2021/22. Слева направо: Андрей Тлумак, Денис Кожанов, Степан Юричишин

Перед стартом сезона 2021/22 клуб прошёл аттестацию для участия во Второй лиге Украины и получил право выступить в турнире, тогда как оригинальные «Карпаты» к тому времени уже были расформированы. Домашним стадионом клуба стал львовский стадион «Украина», который городские власти передали в аренду под условие его улучшения на сумму в 15 млн гривен. Права на трансляцию домашних матчей были переданы «4 каналу».
Летом 2021 года также была начато строительство тренировочной базы в селе Бартатов. Руководством клуба была поставлена цель выйти через два года в Премьер-лигу Украины.

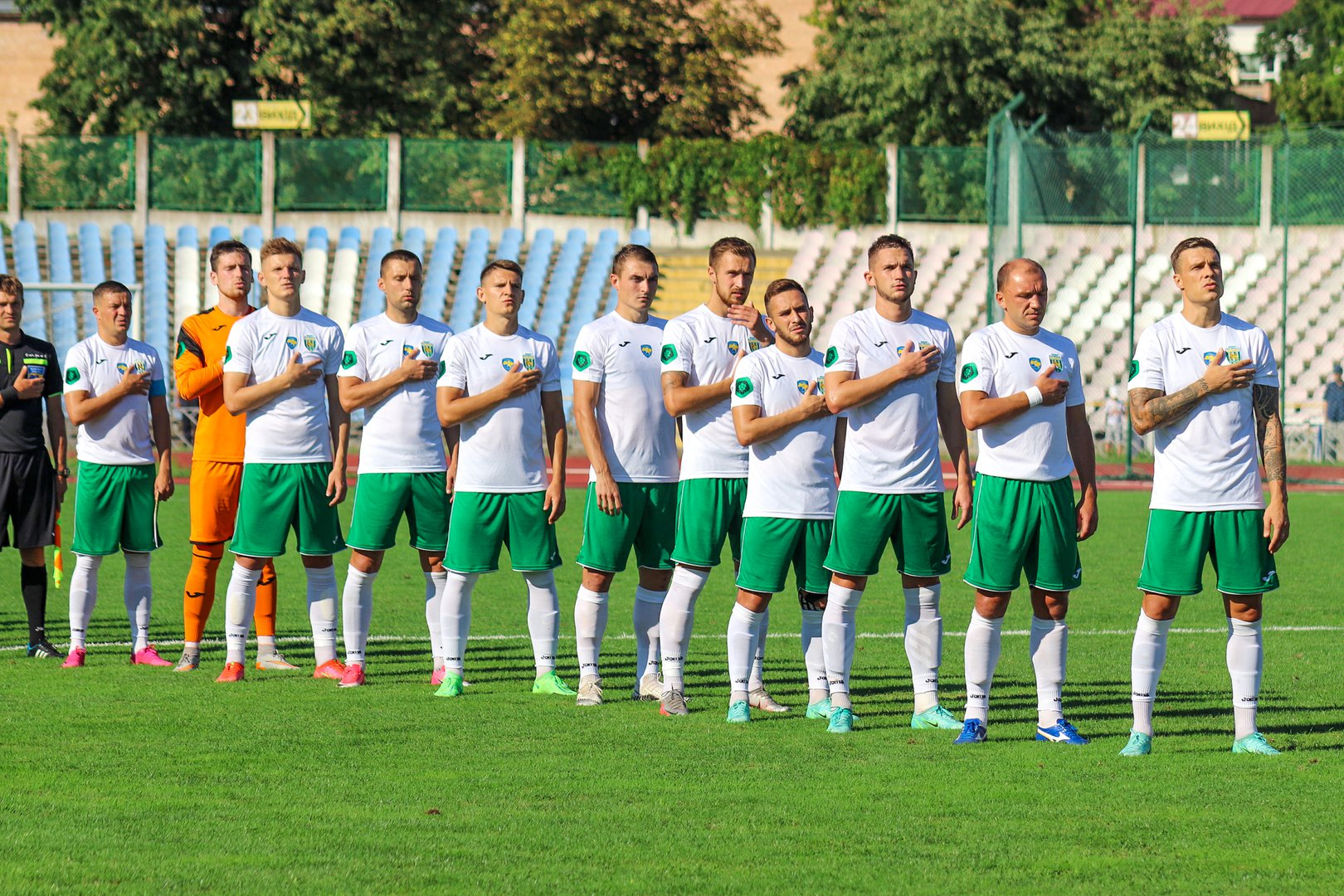
Игроки «Карпат» перед матчем Второй лиги против черкасского «Днепра»

Основной состав был усилен игроками с опытом игры в УПЛ, такими как Андрей Ткачук, Сергей Симинин, Амбросий Чачуа, Евгений Будник, Владислав Приймак и Владимир Заставный, а капитаном команды был выбран Денис Кожанов. Дебютную игру на профессиональном уровне команда провела 31 июля 2021 года, на домашнем стадионе победив киевский «Рубикон» со счётом 3:0. Первый гол команды в профессиональных соревнованиях забил Александр Дударенко.

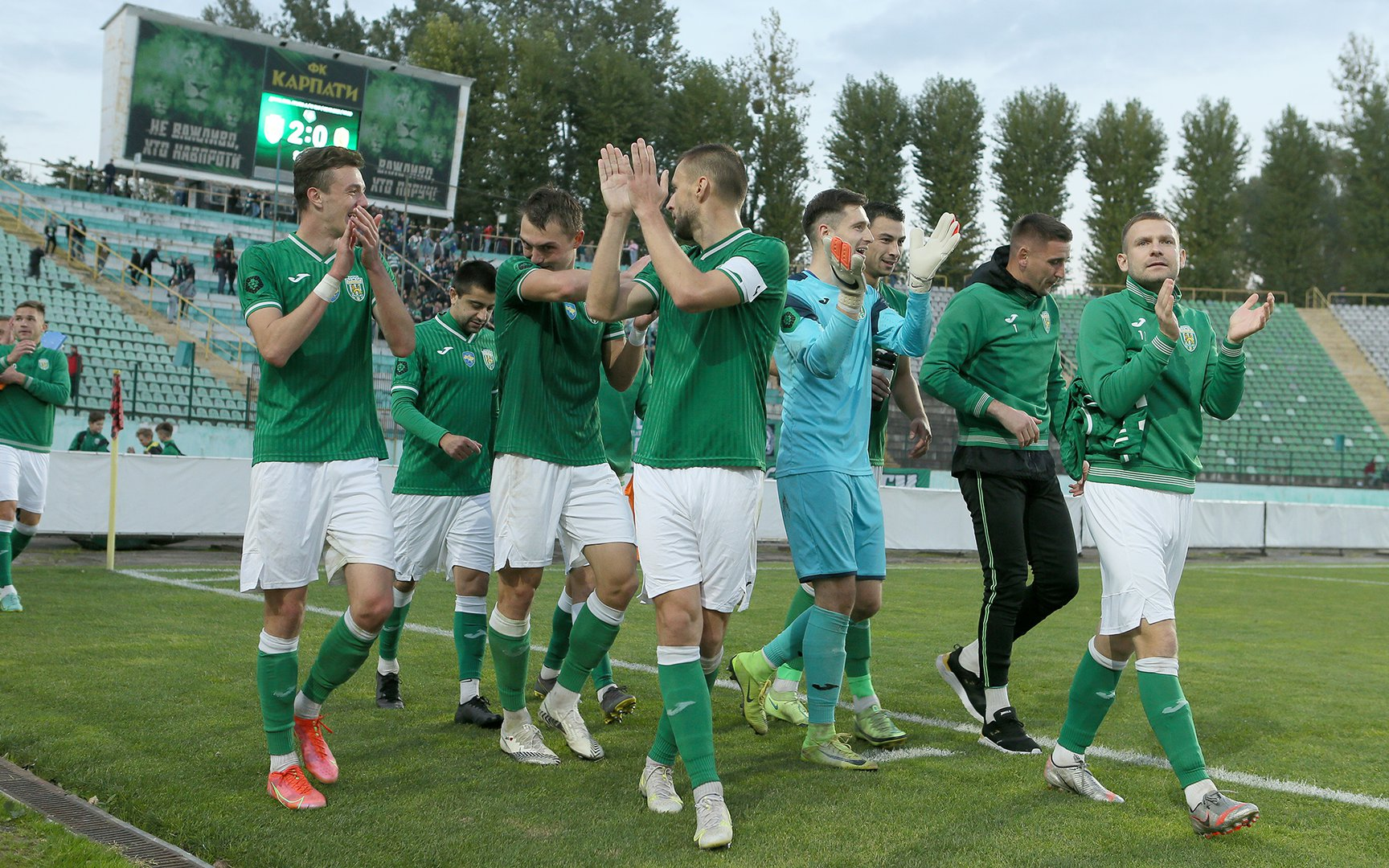
Игроки «Карпат» приветствуют болельщиков после окончания матча с «Левым берегом»

В Кубке Украины команда дошла до третьего предварительного этапа, где уступила луцкой «Волыни» на домашнем стадионе со счётом 2:3.
Осеннюю половину сезона «Карпаты» закончили на первом месте в турнирной таблице своей группы. Лучшим бомбардиром львоян в осенней части чемпионата стал капитан Денис Кожанов, забивший в ворота соперников 11 голов.

### Сезон 2022/23
Во время вторжения российских войск в Украину 24 февраля 2022 года «Карпаты» находились в Турции на сборах, а следующие полгода команда не играла из-за остановки всех украинских футбольных соревнований. Летом 2022 года клуб проводил благотворительные матчи и занимался сбором средств для Вооружённых сил Украины. По ходу следующего сезона команда выходила в футболках в поддержку украинских военных с «Азовстали» и белым крестом ВСУ. При этом главный «Карпат» Андрей Тлумак заявил, что клуб не будет тратить деньги на покупку новых футболистов, а передаст средства на поддержку украинской армии.

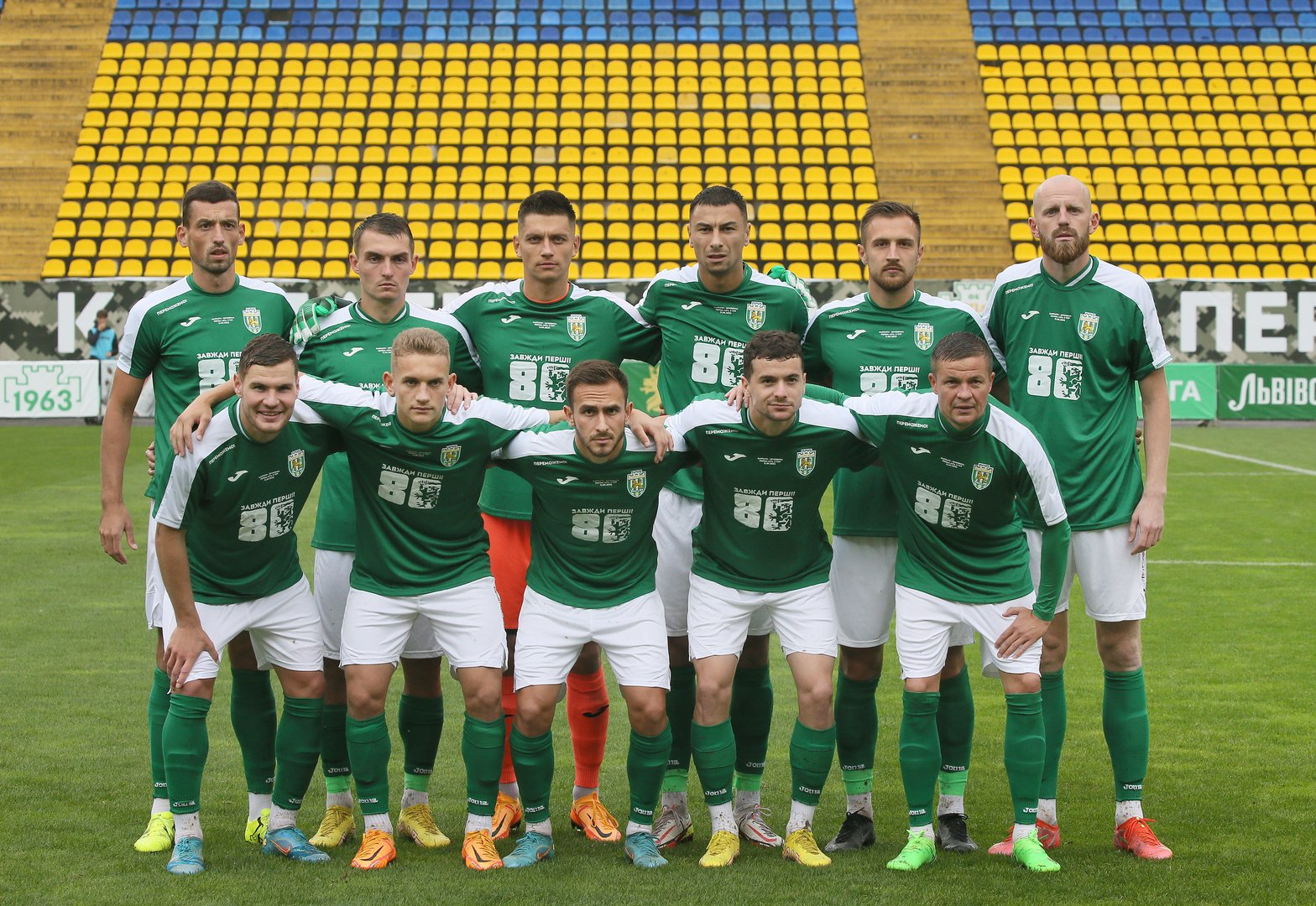
Команда в 2022 году

Перед стартом сезона 2022/23 команда была допущена до участия в Первой лиге Украины. Из числа игроков предыдущего сезона команда была вынуждена расстаться с 13 игроками. На их замену было приобретено 12 молодых футболиста, однако при этом основной костяк команды (Болденков, Приймак, Кожанов, Чачуа, Тарануха, Галенков) львовянам удалось сохранить.

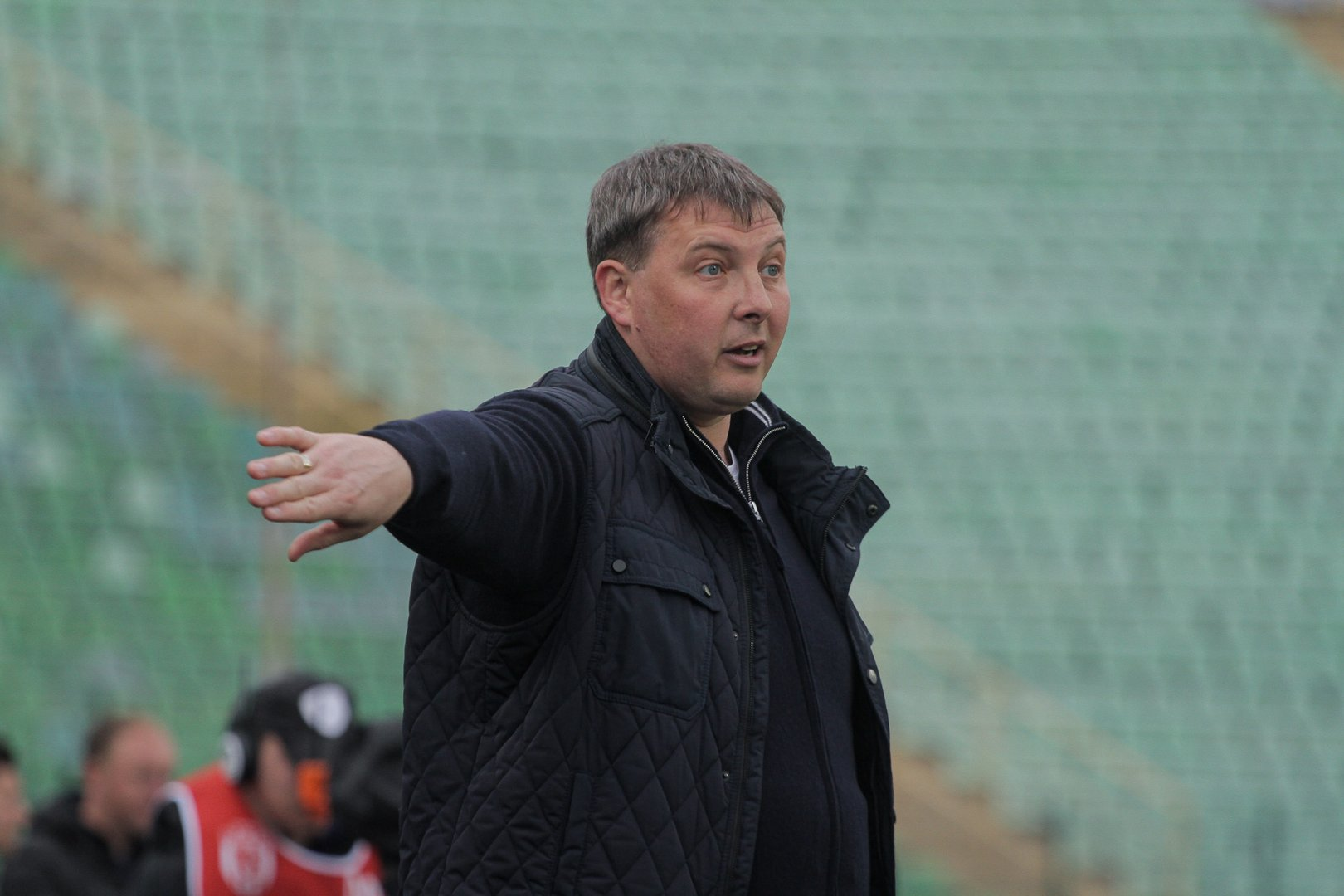
Андрей Тлумак руководит командой в 2022 году

В матче 13-го тура Первой лиги Украины между «Карпатами» и «Прикарпатьем» произошел курьезный инцидент, когда на поле играло сразу 12 игроков львовян. На 58-й минуте наставник «зелёно-белых» провел двойную замену. Вместо Артура Шаха и Николая Когута в игру вступили Денис Кожанов и Олег Лень. Однако Шах покинул поле, а Когут остался на поле. Главный судья Дмитрий Кривушкин заметил нарушение через минуту, после чего Когут получил жёлтую карточку и в итоге покинул поле.
Осеннюю часть сезона 2022/23 команда завершила на втором месте в группе «А» и получила право сыграть весной в «чемпионской группе», состоящей из восьми команд. Подготовку к продолжению турнира «Карпаты» проводили в Украине, так как клубы Первой лиги не имели права выезжать за рубеж из-за военного положения. В конце турнира львовяне проиграла со счётом 4:1 ЛНЗ и досрочно потеряли возможность сыграть в стыковых играх за право участия в УПЛ, заняв в итоге пятое место в турнирное таблице.

### Сезон 2023/24

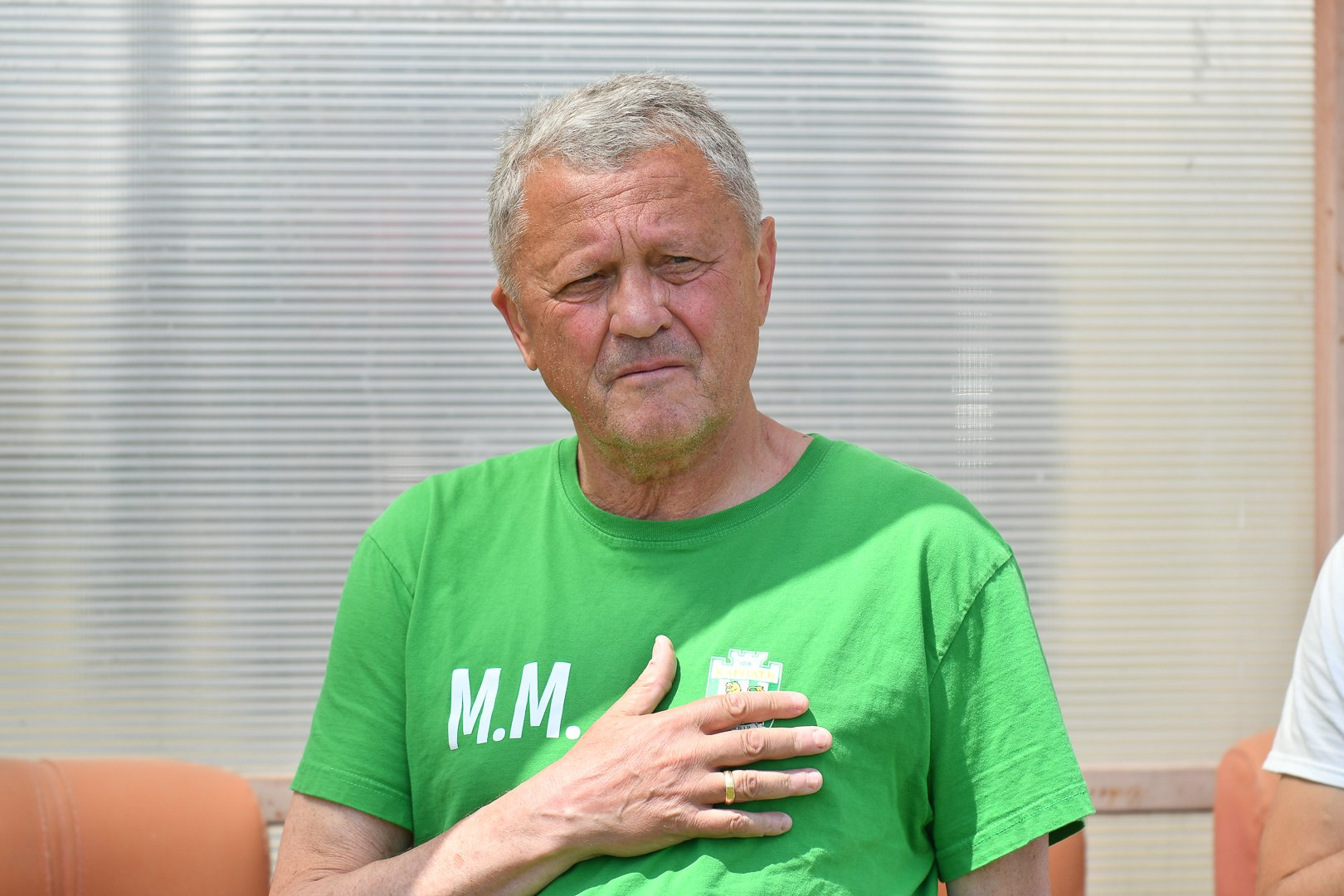
Мирон Маркевич — главный тренер «Карпат» в сезоне 2023/24

После невыполнение «Карпатами» задачи по выходу в УПЛ в отставку подал главный тренер Андрей Тлумак, который являлся наставником львовян с момента основания клуба. Новым главным тренером был назначен Мирон Маркевич, вернувшийся в футбол после семилетней паузы. В тренерский штаб Маркевича вошёл его сын Остап Маркевич, а также Сергей Атласюк, Андрей Сапуга и Богдан Стронцицкий. Андрей Тлумак остался в клубе в качестве исполнительного директора.

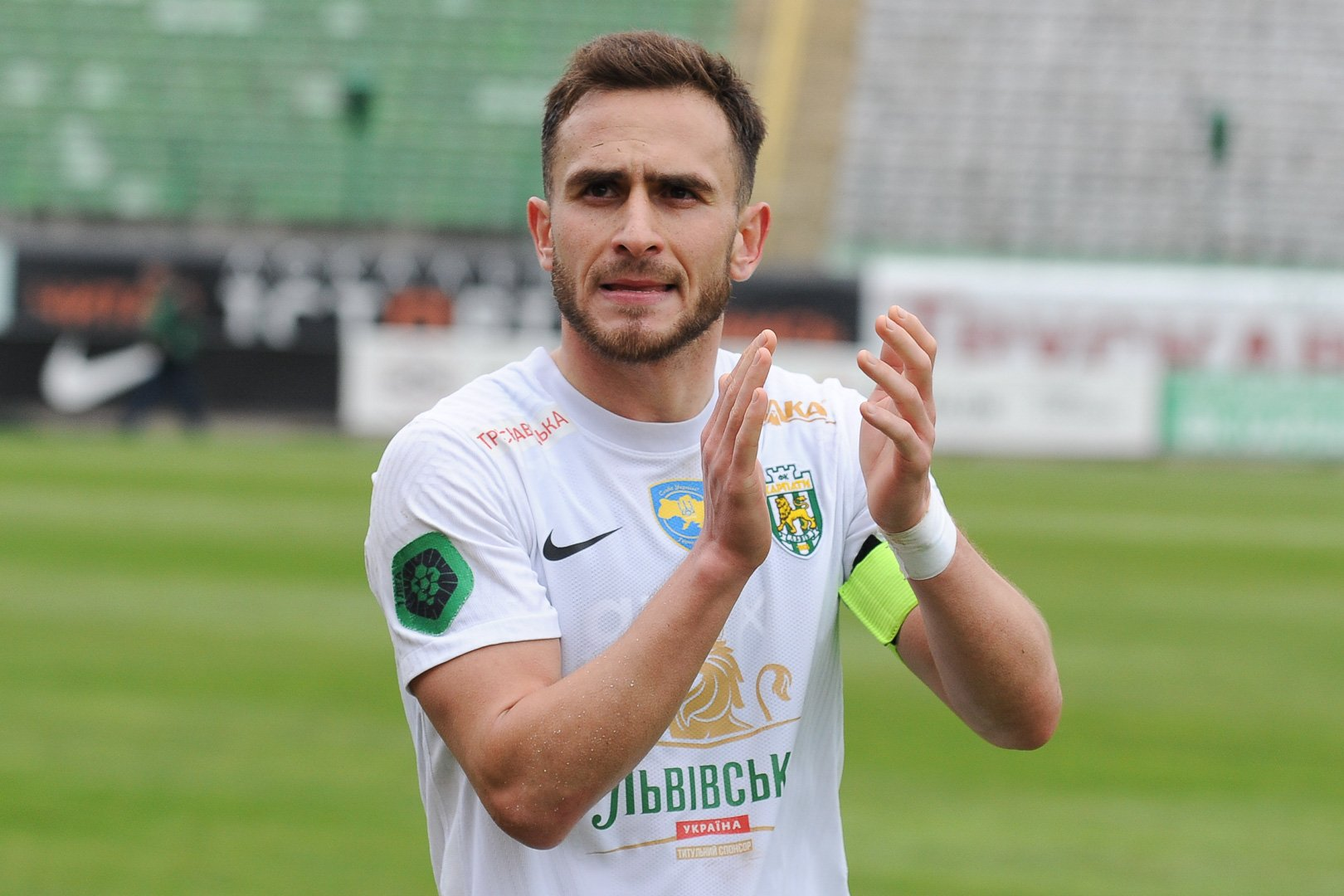
Амбросий Чачуа — капитан команды в сезоне 2023/24

Новый наставник отказался от услуг 15 игроков на замену которым пришло 16 новичков, включая двух бразильцев — Эдуардо Сантоса и Игора Невеса. Позднее к числу новичков также присоединился чемпион молодёжного чемпионата мира Максим Чех, Владислав Бабогло из «Александрии», за которого львовяне заплатили 585 тысяч евро, а также бразилец Кристиан Ноту Соуза. Капитаном команды стал Амбросий Чачуа. Сам Маркевич позднее говорил, что многие игроки отказывались переходить в «Карпаты» из-за выступлений в Первой лиге и продолжающейся войны.
Сезон команда начала с вылета из Кубка Украины после поражения от «Прикарпатья» (1:2). На зимний перерыв команда ушла на первом месте в турнирной таблице группы «А», перейдя в чемпионскую группу. Межсезонную подготовку «Карпатам» не удалось провести в Испании, так как клуб не получил разрешение на выезд в Испанию, поэтому команда занималась во Львове и Закарпатье. В январе 2024 года к тренерскому штабу присоединился Владимир Езерский, который стал отвечать в команде за игроков линии обороны. Потерями «Карпат» зимой стали бразильцы Эдуардо Сантоса и Кристиан Ноту вместо которых были подписаны соглашения с Джаредом Хасой и Михаилом Хромем.
Право выступить в УПЛ «Карпаты» завоевали досрочно за четыре тура до конца сезона. Тем не менее в борьбе за первое место в турнирной таблице львовяне уступили «Ингульцу», которому проиграли в последнем матче со счётом 1:2 и в итоге финишировали вторыми. Амвросий Чачуа по итогам турнира был признан лучшим игроком Первой лиги.

### Сезон 2024/25

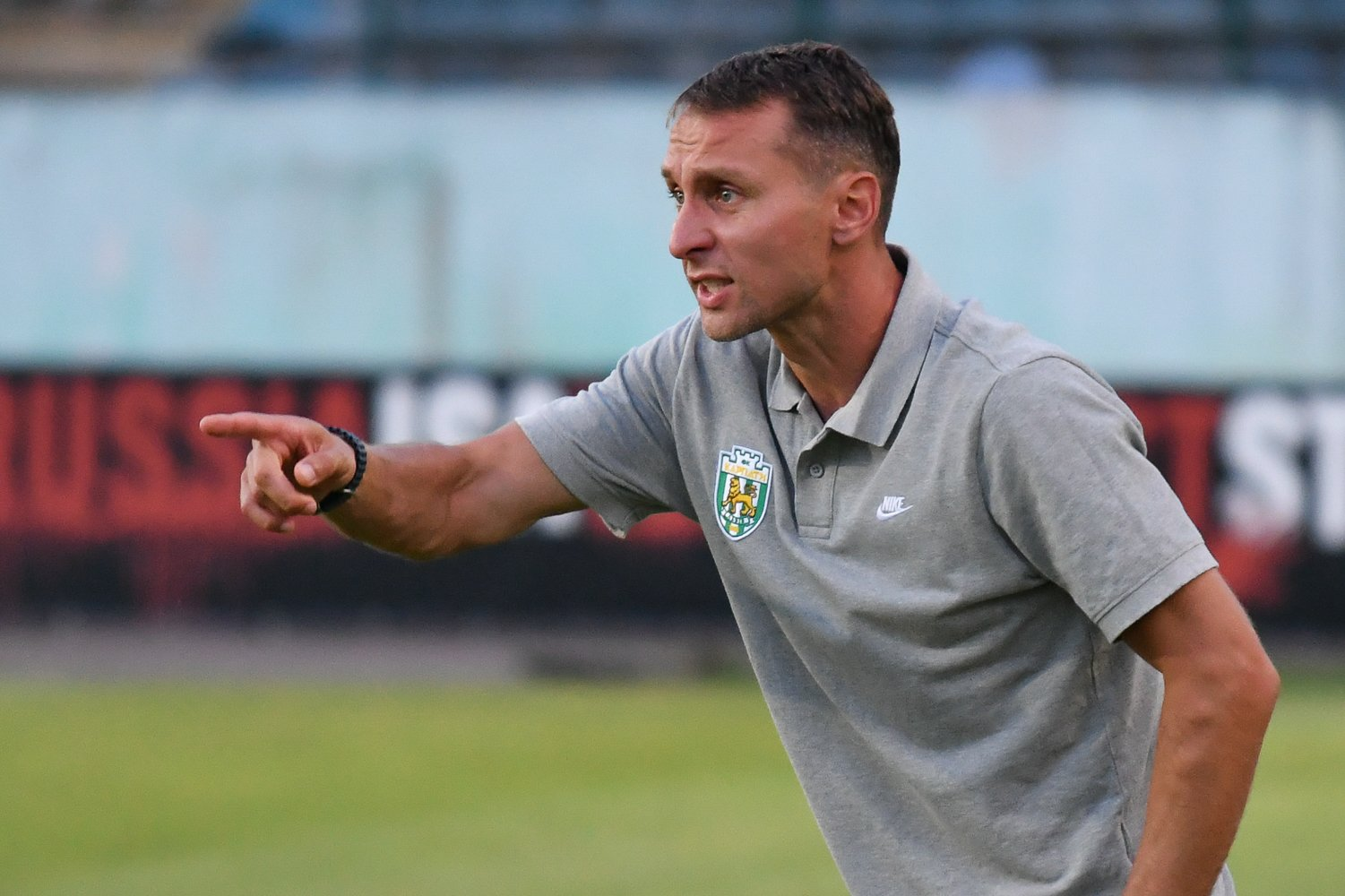
Владислав Лупашко — главный тренер «Карпат» в сезоне 2024/25

После последнего матча Первой лиги Украины Мирон Маркевич заявил, что порядка 60 % футболистов «Карпат» не соответствуют уровню УПЛ. Тем не менее новый сезон «зелено-белые» начали с новым тренером — Владиславом Лупашко, который до этого отобрал золотые медали у «Карпат» в Первой лиге возглавляя «Ингулец». По словам Маркевича, уход из клуба связан с тем, что он хотел уже в первом сезоне в УПЛ бороться с «Карпатами» за места в еврокубках, тогда как руководство планировало достичь этой цели в течение двух-трёх сезонов.
Новыми игроками перед дебютом «Карпат» в УПЛ стали Адамюк, Кузык, Мирошниченко, Кемкин, Альварес, Кинарейкин, Стенио, Чабан, Мельниченко и Жан Педросо. Первая игра в итоге состоялась 3 августа 2024 года на стадионе «Авангард» в Ровно против местного «Вереса» и завершилась нулевой ничьей. Встреча с «Кривбассом», бронзовым призёром чемпионата Украины прошлого сезона, завершилась убедительной победой львовян (3:0), благодаря голам Шаха, Полегенько и Чачуа.
Матч 17 августа 2024 года против киевского «Динамо» (1:3) на домашнем стадионе «Украина» собрал 6300 болельщиков, чего не было в УПЛ с декабря 2021 года. Доходы от продажи билетов полностью пошли на закупку 98 ударных беспилотников для подразделений Десантно-штурмовых войск и Сил беспилотных систем ВСУ. Тем не менее такое число зрителей стало превышением допустимых норм, которые были введены на время военного положения, из-за чего следующий домашний матч против «Ворсклы» прошёл без зрителей.
31 декабря 2024 года было объявлено о планах по объединению львовских клубов «Карпаты» и «Рух».

## Стадион

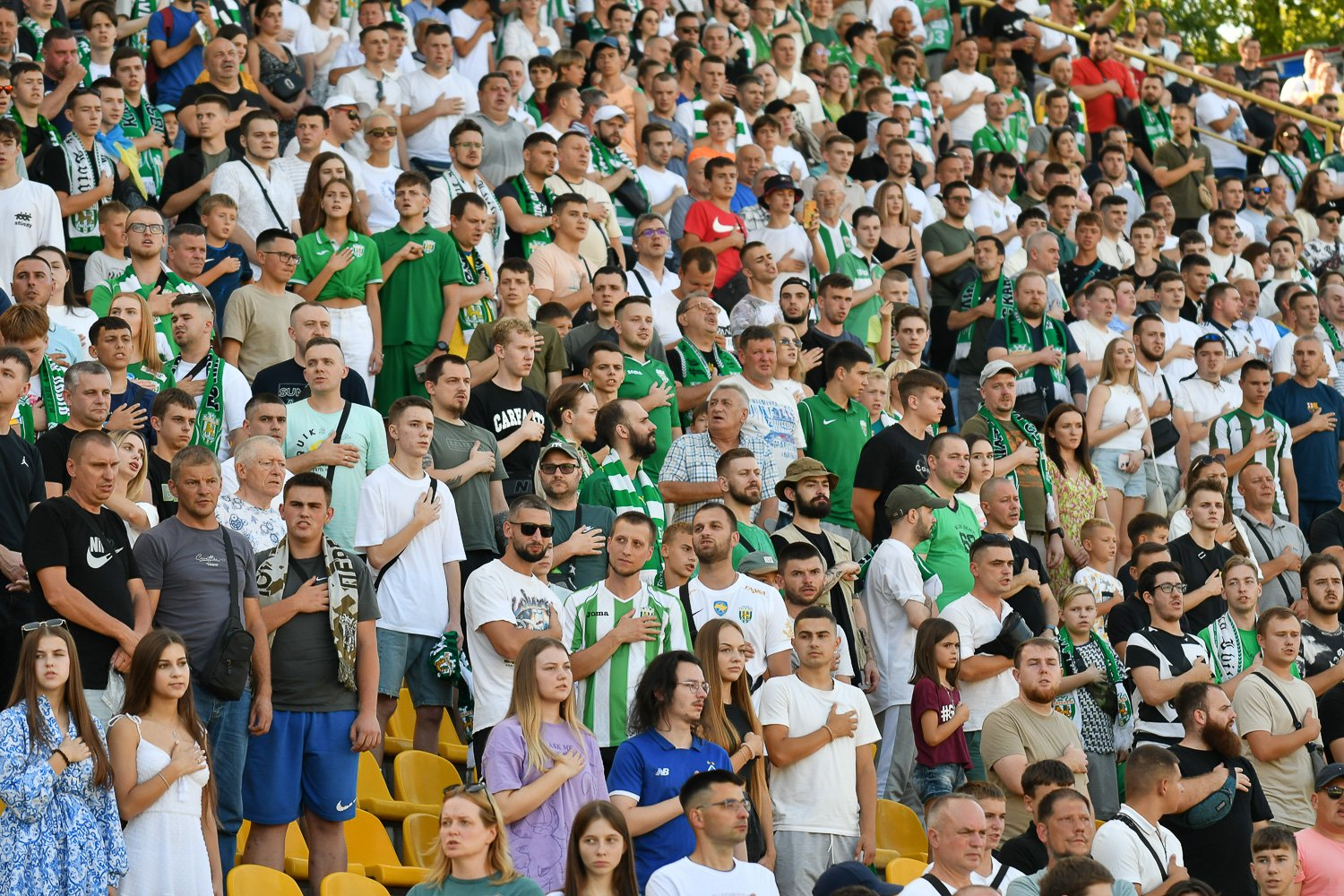
Болельщики «Карпат» на матче против киевского «Динамо», 2024 год

Домашним стадионом клуба является львовский стадион «Украина». В сентябре 2021 года стадион был передан клубу в аренду на 10 лет с месячной стоимостью аренды в 61 тысячу гривен. В первой половине сезона 2024/25 «Карпаты» заняли второе место в чемпионате Украины по посещаемости домашних игр, уступив только киевскому «Динамо».
| Сезон                | 2021/22 | 2022/23 | 2023/24 | 2024/25 |
| -------------------- | ------- | ------- | ------- | ------- |
| Домашних матчей      | 9       | 11      | 14      | 9       |
| Общая посещаемость   | 32 150  | 0       | 9 800   | 19 467  |
| Средняя посещаемость | 4 019   | 0       | 1 960   | 2 433   |

## Финансы
В январе 2021 года был утверждён бюджет клуба на сезон 2021/22, который составил 42,8 млн гривен. Летом 2021 года клуба на следующие три года был установлен в размере 578 млн гривен, тогда как в сезоне 2021/22 эта сумма составила 106 млн гривен (включая 65 миллионов на строительство базы). В январе 2022 года уставной капитал клуба был увеличен до 200 млн гривен. Всего за 2022 год клуб заплатил налогов на сумму 7,6 млн гривен. По словам журналиста Игоря Цыганыка бюджет клуба в 2023 году составлял порядка 8 млн евро.
Титульным спонсором клуба в ноябре 2021 года стала торговая марка пива «Львовское». В марте 2023 года «Карпаты» отказались от сотрудничества с Joma, которая поставляла экипировку для клуба, из-за продолжении работы компании на территории Российской Федерации. Новым техническим спонсором стала компания Nike.

## Состав
| 30 | Флаг Украины  | Вр  | Андрей Клищук            | 1992 |  |  |  |  |  |
| 80 | Флаг Украины  | Вр  | Роман Мысак              | 1991 |  |  |  |  |  |
| 41 | Флаг Украины  | Вр  | Назар Домчак             | 2007 |  |  |  |  |  |
|    |               |     |                          |      |  |  |  |  |  |
| 2  | Флаг Украины  | Защ | Николай Киричок          | 2006 |  |  |  |  |  |
| 3  | Флаг Украины  | Защ | Владимир Адамюк          | 1991 |  |  |  |  |  |
| 4  | Флаг Молдовы  | Защ | Владислав Бабогло        | 1998 |  |  |  |  |  |
| 5  | Флаг Украины  | Защ | Андрей Булеза            | 2004 |  |  |  |  |  |
| 11 | Флаг Украины  | Защ | Денис Мирошниченко       | 1994 |  |  |  |  |  |
| 28 | Флаг Украины  | Защ | Павел Полегенько         | 1995 |  |  |  |  |  |
| 47 | Флаг Бразилии | Защ | Жан Педросо              | 2004 |  |  |  |  |  |
| 55 | Флаг Украины  | Защ | Тимур Стецков            | 1998 |  |  |  |  |  |
| 77 | Флаг Украины  | Защ | Алексей Сыч              | 2001 |  |  |  |  |  |
|    |               |     |                          |      |  |  |  |  |  |
| 7  | Флаг Бразилии | ПЗ  | Пауло Витор              | 1999 |  |  |  |  |  |
| 8  | Флаг Украины  | ПЗ  | Амбросий Чачуа (капитан) | 1994 |  |  |  |  |  |

| 9  | Флаг Бразилии  | ПЗ  | Фабиано            | 2006 |  |  |  |  |  |
| 14 | Флаг Украины   | ПЗ  | Илья Квасница      | 2003 |  |  |  |  |  |
| 18 | Флаг Украины   | ПЗ  | Владислав Клименко | 1994 |  |  |  |  |  |
| 19 | Флаг Украины   | ПЗ  | Иван Чабан         | 2006 |  |  |  |  |  |
| 21 | Флаг Аргентины | ПЗ  | Патрисио Танда     | 2002 |  |  |  |  |  |
| 23 | Флаг Испании   | ПЗ  | Пабло Альварес     | 1997 |  |  |  |  |  |
| 26 | Флаг Украины   | ПЗ  | Ян Костенко        | 2003 |  |  |  |  |  |
| 33 | Флаг Украины   | ПЗ  | Артур Шах          | 2005 |  |  |  |  |  |
| 37 | Флаг Бразилии  | ПЗ  | Бруниньо           | 2000 |  |  |  |  |  |
|    |                |     |                    |      |  |  |  |  |  |
| 10 | Флаг Бразилии  | Нап | Игор Невес         | 1999 |  |  |  |  |  |
| 13 | Флаг Украины   | Нап | Денис Устименко    | 1999 |  |  |  |  |  |
| 19 | Флаг Украины   | Нап | Ярослав Карабин    | 2002 |  |  |  |  |  |
| 38 | Флаг Украины   | Нап | Александр Фетько   | 2005 |  |  |  |  |  |

## Трансферы 2025/26
| Поз. | Игрок              | Прежний клуб      |
| ---- | ------------------ | ----------------- |
| Защ  | Жан Педросо        | Коритиба          |
| ПЗ   | Бруниньо           | Атлетико Минейро  |
| Нап  | Вадим Сидун**      | Нива (Тернополь)  |
| Нап  | Ярослав Карабин*** | Рух (Львов)       |
| Вр   | Андрей Клищук***   | Кривбасс          |
| Вр   | Роман Мысак***     | Колос (Ковалёвка) |
| ПЗ   | Пауло Витор*       | Портимоненсе      |

| Поз. | Игрок                   | Новый клуб       |
| ---- | ----------------------- | ---------------- |
| Защ  | Жан Педросо**           | Коритиба         |
| ПЗ   | Олег Очеретько**        | Шахтёр (Донецк)  |
| ПЗ   | Бруниньо**              | Атлетико Минейро |
| ПЗ   | Тарас Сакив***          | Буковина         |
| Вр   | Александр Ильющенков*** |                  |
| ПЗ   | Орест Кузык***          |                  |
| Вр   | Александр Кемкин*       | Кривбасс         |
| Нап  | Вадим Сидун***          | Эпицентр         |
| ПЗ   | Евгений Пидлепенец***   | Буковина         |
| ПЗ   | Максим Чех***           | Оболонь          |
| Вр   | Яков Кинарейкин         | Вильярреал       |
| Защ  | Богдан Векляк***        | Кудровка         |

* В аренду. 

** Из аренды. 

*** Свободный агент.

## Руководство
- Директор клуба: Андрей Русол
- Заместитель директора: Степан Юрчишин
- Исполнительный директор: Андрей Тлумак
- Старший администратор: Ярослав Гринишин
- Администратор: Юрий Войтович

### Тренерский штаб
- Главный тренер: Владислав Лупашко
- Тренер: Сергей Лавриненко
- Тренер: Игорь Ермаков
- Тренер вратарей: Богдан Шуст
- Тренер по физподготовке: Вадим Шутенко
- Руководитель научной группы: Богдан Хоркавый
- Тренер-аналитик: Владимир Кравчук
- Тренер-аналитик: Сергей Вертиль

### Юношеская команда
- Старший тренер: Олег Голодюк
- Тренер: Денис Кожанов
- Тренер: Андрей Сапуга
- Тренер вратарей: Богдан Стронцицкий
- Тренер по физподготовке: Диана Сальвицкая

## Статистика
| Сезон   | Лига                | Место   | И  | В  | Н | П | ГЗ | ГП | О  | Кубок Украины | Прим.     |
| ------- | ------------------- | ------- | -- | -- | - | - | -- | -- | -- | ------------- | --------- |
| 2020/21 | Любители (группа 1) | 4 из 9  | 16 | 7  | 4 | 5 | 23 | 16 | 25 | не участвовал |           |
| 2021/22 | Вторая лига «А»     | 1 из 15 | 18 | 16 | 0 | 2 | 46 | 7  | 48 | 1/32 финала   | Повышение |
| 2022/23 | Первая лига         | 5 из 16 | 14 | 5  | 3 | 6 | 12 | 16 | 18 | не проводился |           |
| 2023/24 | Первая лига         | 2 из 20 | 28 | 20 | 5 | 3 | 49 | 20 | 65 | 1/64 финала   | Повышение |
| 2024/25 | Премьер-лига        |         |    |    |   |   |    |    |    | 1/8 финала    |           |